# 추기경 목록
다음은 로마 가톨릭교회의 현직 추기경의 목록이다. 추기경의 직급과, 임명일에 따라 정렬되었다.

## 주교급 추기경
주교급 추기경은 로마 교구 주변의 7개 교구의 명의주교로 임명된 추기경이다. 이 중 나머지 여섯 교구와 달리, 오스티아 교구만은 현재 관할 구역이 없는 명의상의 교구로, 현재는 추기경단의 수석 추기경이 자신의 교구의 명의와 함께 가지는 칭호로 되어 있다.
로마 가톨릭교회와 연합한 동방 가톨릭교회의 총대주교도 주교급의 추기경으로 대우받는다. 다만, 이들은 로마 교구 주변의 교구가 아니라, 자신이 위치한 총대주교구의 총대주교 명의만을 가진다.
2018년 6월부로  프란치스코 교황은  새 주교급 추기경을 추가 임명 하였는데 그 이후 임명된 라틴 예법의 주교급 추기경은 로마 주변 교구장 명의가 아닌  자신의 사제급 추기경직시 칭호를 그대로 사용한다
현재 총 12명의 주교급 추기경이 존재하며, 그 중 2명은 동방 가톨릭교회의 총대주교이다. 주교급추기경 수석과 차석은 라틴 예법 주교급 추기경 중에서 선출한다. 
| 이름                    | 생년월일   | 국적       | 명의교구                                               | 임명일                                                                        | 직위                                                    |
| ----------------------- | ---------- | ---------- | ------------------------------------------------------ | ----------------------------------------------------------------------------- | ------------------------------------------------------- |
| 조반니 바티스타 레      | 1934.01.30 | 이탈리아   | 오스티아, 사비나-포지오미르테토(Sabina-Poggio Mirteto) | 2002년 10월 1일 (사제급으로는 2001년 2월 21일)                                | 추기경단 수석추기경 전 교황청 주교성 장관               |
| 프란시스 아린제         | 1932.11.01 | 나이지리아 | 벨레트리-세니(Velletri-Segni)                          | 2005년 4월 25일 (사제급으로는 1996년 1월 29일) (부제급으로는 1985년 5월 25일) | 은퇴 전 교황청 경신성사성 장관                          |
| 타르치시오 베르토네     | 1934.12.02 | 이탈리아   | 프라스카티(Frascati)                                   | 2008년 5월 10일 (사제급으로는 2003년 10월 21일)                               | 은퇴 전 교황청 국무원장, 궁무처장                       |
| 호세 사라이바           | 1932.01.06 | 포르투갈   | 팔레스트리나 (Palestrina)                              | 2009년 2월 24일 (부제급으로는 2001년 2월 21일)                                | 은퇴 전 교황청 시복시성성 장관                          |
| 베샤라 부트로스 알 라이 | 1940.02.25 | 레바논     | 마론파 안티오키아 총대주교                             | 2012년 11월 24일                                                              |                                                         |
| 루이스 라파엘 사코      | 1948.07.04 | 이라크     | 칼데아전례의 바빌론 총대주교                           | 2018년 6월 28일                                                               |                                                         |
| 마크 우엘레             | 1944.06.08 | 캐나다     | 산타 마리아 인 트라스폰티나                            | 2018년 6월 28일 (사제급으로는 2003년 10월 21일)                               | 은퇴 (전 교황청 주교성장관)                             |
| 레오나르도 산드리       | 1943.11.18 | 아르헨티나 | 산티 비아조 에 카를로 아이 카티나리                    | 2018년 6월 28일 (사제급으로는 2018년 5월 19일) (부제급으로는 2007년 11월 4일) | 은퇴( 전 교황청 동방교회성장관) 추기경단 차석           |
| 페르난도 필로니         | 1946.04.15 | 이탈리아   | 노스트라 시그노라 디코로모토 인 산 죠반니 디 디오      | 2018년 6월 28일 (부제급으로는 2012년 2월 18일)                                | 교황청 전인류복음화성장관 성전기사단장                  |
| 피에트로 파롤린         | 1955,01,17 | 이탈리아   | 쌍띠 시모네 에 쥬다 타데오 아 토레 안젤라              | 2018년 6월 28일 (사제급으로는 2014년 2월 22일)                                | 교황청 국무원장                                         |
| 베니아미노 스텔라       | 1941,08,18 | 이탈리아   | 포르토-산타-루피나                                     | 2020년 5월 1일 부제급으로는 2014년2월 22일                                    | 전 교황청 성직자성 장관                                 |
| 루이스 안토니오 타글레  | 1957,06,21 | 필리핀     | 알바노                                                 | 2025년5월 24일 (사제급으로는 2012년 11월 24일)                                | 전마닐라대교구장 교황청 인류복음화성부장관(장관은 교황) |

## 사제급 추기경
사제급 추기경은 로마 교구에 소재하는 본당 중 하나의 주임 사제 명의를 받는다. 각국 가톨릭 교회의 교구장 주교(대주교)와  동방 가톨릭 교회의 상급 대주교들이 추기경으로 임명될 때 사제급 추기경으로 임명되며  교황청 국무원장서리대주교가 추기경에 임명되면 사제급 추기경이 된다.
| 이름                                               | 생년월일    | 국적                  | 명의본당                                                             | 임명일                                                  | 직위                                                                   |
| -------------------------------------------------- | ----------- | --------------------- | -------------------------------------------------------------------- | ------------------------------------------------------- | ---------------------------------------------------------------------- |
| 미차이 키트분추                                    | 1929.01.25  | 태국                  | 산 로렌초 인 파니스페르나                                            | 1983년 2월 2일                                          | 사제급 추기경 수석 은퇴(전 방콕 대교구장)                              |
| 폴 푸파르                                          | 1930.08.30  | 프랑스                | 산 프라세데                                                          | 1985년 5월 25일부제급 (사제급 승격은 1996년 1월 29일)   | 은퇴 (전 교황청 문화평의회 의장)                                       |
| 프리드리히 베터                                    | 1928.02.20  | 독일                  | 산 스테파노 알 몬테 첼리오                                           | 1985년 5월 25일                                         | 은퇴(전 뮌헨과 프라이징 대교구장)                                      |
| 크리스티앙 위간 투미                               | 1930.10.15  | 카메룬                | 산티 마르티리 델 우간다 포조 아메노                                  | 1988년 6월 28일                                         | 두알라 대교구장                                                        |
| 니콜라스 데 헤수스 로페스 로드리게스               | 1936.10.31  | 도미니카 공화국       | 산 비오 10세 알라 발두이나                                           | 1991년 6월 28일                                         | 은퇴 전산토도밍고 대교구장                                             |
| 로저 마이클 마호니                                 | 1936.02.27  | 미국                  | 산티 콰트로 코로나티                                                 | 1991년 6월 28일                                         | 은퇴 (전 로스앤젤레스 대교구장)                                        |
| 카밀로 루이니                                      | 1931.02.19  | 이탈리아              | 산타 아그네세 푸오리 레 무라                                         | 1991년 6월 28일                                         | 은퇴 (전 로마 주교 총대리), (전 산 조반니 인 라테라노 대성전 수석사제) |
| 리야디 다르마트마자                                | 1934.12.20  | 인도네시아            | 사크로 쿠오레 디 마리아                                              | 1994년 11월 16일                                        | 은퇴 (전 자카르타 대교구장)                                            |
| 엠마누엘 와말라                                    | 1926.12.15  | 우간다                | 산 우고                                                              | 1994년 11월 16일                                        | 은퇴 (전 캄팔라 대교구장)                                              |
| 아담 조세프 마이다                                 | 1930.03.18  | 미국                  | 산티 비탈레 발레리아 게르바시오 에 프로타시오                        | 1994년 11월 16일                                        | 은퇴 (전 디트로이드 대교구장)                                          |
| 빈코 풀직                                          | 1945.09.08  | 보스니아 헤르체고비나 | 산 키아라 아 비냐 클라라                                             | 1994년 11월 16일                                        | 은퇴 전브르흐보스나 대교구장                                           |
| 후안 산도발 이니게즈                               | 1933.03.28  | 멕시코                | 노스트라 시뇨라 디 구아달루페 에 산 필리포 마르티레                  | 1994년 11월 16일                                        | 은퇴 전과달라하라 대교구장                                             |
| 호르헤 아르투로 메디나 에스테베즈                  | 1926.12.23  | 칠레                  | 산타 사바                                                            | 1998년 2월 21일 부제급 (2008년 3월 1일에 사제급 승격)   | 은퇴 (전 추기경단 수석부제) (전 교황청 경신성사성 장관)                |
| 제임스 프란시스 스태포드                           | 1932.07.26  | 미국                  | 산 피에트로 인 몬토리오                                              | 1998년 2월 21일 부제급 (2008년 3월 1일에 사제급 승격)   | 은퇴 (전 교황청 내사원장)                                              |
| 살바토레 데 조르지                                 | 1930.09.06  | 이탈리아              | 산타 마리아 인 아라 코엘리                                           | 1998년 2월 21일                                         | 은퇴 (전 팔레르모 대교구장)                                            |
| 안토니오 마리아 로우코 발레라                      | 1936.08.24  | 스페인                | 산 로렌초 인 다마소                                                  | 1998년 2월 21일                                         | 은퇴 전마드리드 대교구장,                                              |
| 폴리카르프 펭고                                    | 1944.08.05  | 탄자니아              | 노스트라 시뇨라 데 라 살레테                                         | 1998년 2월 21일                                         | 은퇴 전다르에스살람 대교구장                                           |
| 크리스토프 쇤보른                                  | 1945.01.22  | 오스트리아            | 제수 디빈 라보라토레                                                 | 1998년 2월 21일                                         | 빈 대교구장, 오스트리아 동방전례 교구장, 오스트리아 주교회의 의장      |
| 노르베르토 리베라 카레라                           | 1942.06.06  | 멕시코                | 산 프란체스코 다 아시시 아 리파 그란데                               | 1998년 2월 21일                                         | 은퇴 전멕시코시티 대교구장                                             |
| 아니스 푸야츠                                      | 1930.11.14  | 라트비아              | 산타 실비아                                                          | 1998년 2월 21일                                         | 은퇴 (전 리가 대교구장, 전라트비아 주교회의 의장)                      |
| 세르조 세바스티아니                                | 1931.04.11  | 이탈리아              | 산 에우스타치오                                                      | 2001년 2월 21일 부제급 (2011년 2월 21일에 사제급 승격)  | 은퇴 (전 교황청 성좌재무심의처장)                                      |
| 크레센치오 세페                                    | 1943.06.02  | 이탈리아              | 디오 파드레 미세리코르디오소                                         | 2001년 2월 21일 부제급 (2006년 5월 20일에 사제급 승격)  | 은퇴 전나폴리 대교구장 (전 교황청 인류복음화성 장관)                   |
| 발터 카스퍼                                        | 1933.03.05  | 독일                  | 오니산티 인 비아 아피아 누오바                                       | 2001년 2월 21일 부제급 (2011년 2월 21일에 사제급 승격)  | 은퇴 (전 교황청 그리스도교일치평의회 의장)                             |
| 제라우두 마젤라 아그넬루                           | 1933.10.19  | 브라질                | 산 그레고리오 마뇨 알라 말리아나 누오바                              | 2001년 2월 21일                                         | 상 사우바도르 다 바이아 대교구장                                       |
| 페드로 루비아노 사엔스                             | 1932.09.13  | 콜롬비아              | 트라스피구라치오네 디 노스트로 시뇨레 제수 크리스토                  | 2001년 2월 21일                                         | 은퇴 (전 보고타 대교구장)                                              |
| 아우드리스 주오자스 바키스                         | 1937.02.01  | 리투아니아            | 나티비타 디 노스트로 시뇨레 제수 크리스토 아 비아 갈리아             | 2001년 2월 21일                                         | 은퇴 전빌뉴스 대교구장                                                 |
| 프란시스코 하비에르 에라수리스 오싸                | 1933.09.05  | 칠레                  | 산타 마리아 델라 파체                                                | 2001년 2월 21일                                         | 은퇴 (전 산티아고 데 칠레 대교구장)                                    |
| 윌프리드 폭스 네이피어                             | 1941.03.08  | 남아프리카 공화국     | 산 프란체스코 다시시 아드 아킬라                                     | 2001년 2월 21일                                         | 은퇴 전더반 대교구장                                                   |
| 오스카르 안드레스 로드리게스 마라디아가            | 1942.12.29  | 온두라스              | 산타 마리아 델라 스페란차                                            | 2001년 2월 21일                                         | 은퇴 전테구시갈파 대교구장                                             |
| 후안 루이스 시프리아니 토르네                      | 1943.12.28  | 페루                  | 산 카밀로 데 렐리스                                                  | 2001년 2월 21일                                         | 은퇴 전리마 대교구장                                                   |
| 클라우지우 우메스                                  | 1934.08.08  | 브라질                | 산 안토니오 다 파도바 인 비아 메룰라나                               | 2001년 2월 21일                                         | 은퇴 전교황청 성직자성 장관                                            |
| 훌리안 에란스 카사도                               | 1930.03.31  | 스페인                | 산 에우제니오                                                        | 2003년 10월 21일 부제급 (2014년 6월 12일에 사제급 승격) | 은퇴 (전 Disciplinary Commission of the Roman Curia 위원장)            |
| 안젤로 스콜라                                      | 1941.11.07  | 이탈리아              | 산티 도디치 아포스톨리                                               | 2003년 10월 21일                                        | 은퇴 전밀라노대교구장 (전베네치아 총대주교)                            |
| 앤서니 올루분미 오코기에                           | 1936.06.16  | 나이지리아            | 산타 마리아 델 몬테 카르멜로 아 모스타치아노                         | 2003년 10월 21일                                        | 은퇴 전라고스 대교구장                                                 |
| 가브리엘 주베이르 와코                             | 1941.02.27  | 수단                  | 산 아타나시오 아 비아 티부르티나                                     | 2003년 10월 21일                                        | 하르툼 대교구장                                                        |
| 저스틴 프란시스 리갈리                             | 1935.04.19  | 미국                  | 산타 프리스카                                                        | 2003년 10월 21일                                        | 은퇴 (전필라델피아 대교구장)                                           |
| 엔니오 안토넬리                                    | 1936.11.18  | 이탈리아              | 산 안드레아 델레 프라테                                              | 2003년 10월 21일                                        | 은퇴 전 교황청 가정평의회 의장                                         |
| 피터 코드보 아피아 터크슨                          | 1948.10.11  | 가나                  | 산 리보리오                                                          | 2003년 10월 21일                                        | 교황청 과학원장 전 케이프코스트 대교구장                               |
| 요시프 보자니치                                    | 1949.03.20  | 크로아티아            | 산 지롤라모 델 크로아티                                              | 2003년 10월 21일                                        | 은퇴 전자그레브 대교구장                                               |
| 팜민만 (베트남어: Phạm Minh Mẫn)                   | 1934.03.05  | 베트남                | 산 주스티노                                                          | 2003년 10월 21일                                        | 은퇴 전 탄포 호치민 대교구장                                           |
| 필리프 크리스티앙 이그나세 마리 바르바린           | 1950.10.17  | 프랑스                | 산티시모 트리니타 알 몬테 핀치오                                     | 2003년 10월 21일                                        | 리옹 대교구장                                                          |
| 페터 에르되                                        | 1952.06.25  | 헝가리                | 산타 발비나                                                          | 2003년 10월 21일                                        | 에스테르곰-부다페스트 대교구장                                         |
| 윌리엄 조셉 레바다                                 | 1936.06.15  | 미국                  | 산타 마리아 인 도미니카                                              | 2006년 3월 24일부제급 (사제급 승격은 2016년 6월 12일)   | 은퇴 (전신앙교리성 장관)                                               |
| 프랑크 로데                                        | 1934.09.23  | 슬로베니아            | 산 프란체스코 사베리오 알라 가르바텔라                               | 2006년 3월 24일부제급 (사제급 승격은 2016년 6월 12일)   | 은퇴 (전교황청 수도회성 장관)                                          |
| 아고스티노 발리니                                  | 1940.04.17  | 이탈리아              | 산 피에르 다미아니 아이 몬티 디 산 파올로                            | 2006년 3월 24일 부제급 (2009년 2월 24일에 사제급 승격)  | 전 로마 교구 주교대리, 라테라노 대성전 수석사제                        |
| 가우덴시오 보르본 로살레스                         | 1932.08.10  | 필리핀                | 산티시모 노메 디 마리아 인 비아 라티나                               | 2006년 3월 24일                                         | 은퇴 전 마닐라 대교구장                                                |
| 장피에르 베르나르 리카르                           | 1944.09.26  | 프랑스                | 산 아고스티노                                                        | 2006년 3월 24일                                         | 은퇴 전보르도 대교구장                                                 |
| 안토니오 카니사레스 요베라                         | 1945.10.15  | 스페인                | 산 판크라치오                                                        | 2006년 3월 24일                                         | 은퇴 전 교황청 경신성사성 장관                                         |
| 숀 패트릭 오말리                                   | 1944.06.29  | 미국                  | 산타 마리아 델라 비토리아                                            | 2006년 3월 24일                                         | 보스턴 대교구장                                                        |
| 스타니슬라프 지비시                                | 1939.04.27  | 폴란드                | 산타 마리아 델 포폴로                                                | 2006년 3월 24일                                         | 은토히 전 크라쿠프 대교구장                                            |
| 천르쥔 (陳日君)                                    | 1932.01.13  | 홍콩                  | 산타 마리아 마드레 델 레덴토레 아 토르 벨라 모나카                   | 2006년 3월 24일                                         | 은퇴 (전 홍콩 교구장)                                                  |
| 조반니 라졸로                                      | 1935.01.03  | 이탈리아              | 산타 마리아 리베라트리체 아 몬테 테스타치오                          | 2007년 11월 24일부제급 (사제급 승격은 2018년5월 19일    | 은퇴 (전바티칸 시국 위원회 위원장, 바티칸 시국 정부 총리)              |
| 안젤로 코마스트리                                  | 1943.09.17  | 이탈리아              | 산 살바토레 인 라우로                                                | 2007년 11월 24일부제급 (사제급 승격은 2018년5월 19일    | 은퇴 전 로마 교구 바티칸 대리구 대리주교, 성 베드로 대성전 수석사제    |
| 스다니스와프 리우코                                | 1945.07.04  | 폴란드                | 사크로 쿠오레 디 크리스토 레                                         | 2007년 11월 24일부제급 (사제급 승격은 2018년5월 19일    | 교황청 평신도평의회 의장                                               |
| 라파엘레 파리나                                    | 1933.09.24  | 이탈리아              | 산 조반니 델라 피냐                                                  | 2007년 11월 24일부제급 (사제급 승격은 2018년5월 19일    | 바티칸도서관장, 바티칸비밀문서고 소장                                  |
| 숀 밥티스트 브래디                                 | 1939.08.16  | 영국                  | 산티 퀴리코 데 줄리타                                                | 2007년 11월 24일                                        | 은퇴 전아마주 대교구장, 아일랜드 주교회의 의장                         |
| 유이스 마르티네스 시스타                           | 1931.02.12  | 스페인                | 산 세바스티아노 알레 카타콤베                                        | 2007년 11월 24일 은퇴 전\|바르셀로나 대교구장           |                                                                        |
| 안드레 아르망 뱅-트루아                            | 1942.11.07  | 프랑스                | 산 루이지 데이 프란체시                                              | 2007년 11월 24일                                        | 은퇴 전파리 대교구장, 프랑스 주교회의 의장, 프랑스 동방전례 교구장     |
| 안젤로 바냐스코                                    | 1943.01.14  | 이탈리아              | 그란 마드레 디 디오                                                  | 2007년 11월 24일                                        | 은퇴 전제노바 대교구장, 이탈리아 주교회의 의장                         |
| 테오도르아드리앵 사르                              | 1936.11.28  | 세네갈                | 산타 루치아 아 피아자 다르미                                         | 2007년 11월 24일                                        | 다카르 대교구장                                                        |
| 오스왈드 그라시아스                                | 1944.12.24  | 인도                  | 산 파올로 델라 크로테 아 코르비알레                                  | 2007년 11월 24일                                        | 은퇴 전뭄바이 대교구장                                                 |
| 프란시스코 로블레스 오르테가                       | 1949.03.02  | 멕시코                | 산타 마리아 델라 프레센타치오네                                      | 2007년 11월 24일                                        | 몬테레이 대교구장                                                      |
| 대니얼 니콜라스 디나르도                           | 1949.05.23  | 미국                  | 산 에우세비오                                                        | 2007년 11월 24일                                        | 갤버스턴-휴스턴 대교구장                                               |
| 오딜루 페드루 셰레르                               | 1949.09.21  | 브라질                | 산 안드레아 알 퀴리날레                                              | 2007년 11월 24일                                        | 상파울루 대교구장                                                      |
| 존 은제                                            | 1944년생    | 케냐                  | 프레치오시시모 상구에 디 노스트로 시뇨레 제수 크리스토               | 2007년 11월 24일                                        | 은퇴 전나이로비 대교구장, 케냐 주교회의 의장                           |
| 에스테반 칼릭 에스타니슬라오                       | 1926.02.07  | 아르헨티나            | 베아타 마리아 아돌로라타 아 피아자 부에노스아이레스                  | 2007년 11월 24일                                        | 은퇴 (전 파라나 대교구장)                                              |
| 아마토 안젤로                                      | 1938.06.08  | 이탈리아              | 산 마리아 인 아구이로                                                | 2010년 11월 20일부제급 2021년 5월3일 사제급 승격        | 시성성장관                                                             |
| 로베르트 사라                                      | 1945.06.15  | 기니                  | 산 죠바니 바스코 인 비아 투스코라나                                  | 2010년 11월 20일 부제급 2021년 5월3일 사제급승격        | 은퇴 전사회복지평의회의장                                              |
| 프란체스코 몬테리시                                | 1934.05.28  | 이탈리아              | 산 파올로 아라 레고리아                                              | 2010년 11월 20일 부제급 2021년 5월3일 사제급승격        | 은퇴 전 바오로대성전수석사제                                           |
| 레이몬드 레오 버크                                 | 1948.06.30  | 미국                  | 산 아가타 데 고티                                                    | 2010년 11월 20일부제급 2021년 5월 3일 사제급승격        | 교황청몰타기사단장                                                     |
| 쿠르트 코흐                                        | 1950.03.15  | 스위스                | 노스트라 시그노라 델 사크로 크오레                                   | 2010년 11월 20일부제급 2021년 5월3일 사제급승격         | 그리스도인 일치촉진평의회의장                                          |
| 마우로 피아첸차                                    | 1944.09.15  | 이탈리아              | 산 파올로 알레 트레 폰타네                                           | 2010년 11월 20일부제급 2021년 5월3일 사제급승격         | 은퇴 전 교황청 성직자성장관                                            |
| 잔프란코 라바시                                    | 1942.10.18  | 이탈리아              | 산 지오르지오 인 베라그로                                            | 2010년 11월 20일부제급 2021년 5월3일 사제급승격         | 교황청 문화평의회의장                                                  |
| 파올로 로메오                                      | 1938.02.20  | 이탈리아              | 산타 마리아 오디지트리아 데이 시칠리아니                             | 2010년 11월 20일                                        | 은퇴 전팔레르모데교구장                                                |
| 도널드 윌리엄 우얼                                 | 1940.11.12  | 미국                  | 산 피에트로 인 빈콜리                                                | 2010년 11월 20일                                        | 은퇴 전 워싱턴 대교구장                                                |
| 레이문도 다마쉐노 아치스                           | 1937.02.15  | 브라질                | 임마콜라타 알 티브르티노                                             | 2010년 11월 20일                                        | 은퇴 전아파레시다 대교구장                                             |
| 카지미에시 니치                                    | 1950.02.01  | 폴란드                | 쌍티 실베스트로 에 마르티노 아이 몬티                                | 2010년 11월 20일                                        | 은퇴 전바르샤바대교구장                                                |
| 앨버트 말콤 란지스 피터 밴디지 돈                  | 1947.11.15  | 스리랑카              | 산 로렌조 인 루치나                                                  | 2010년 11월 20일                                        | 콜롬보대교구장                                                         |
| 라인하르트 마르크스                                | 1953.09.21  | 독일                  | 산 코비니아노                                                        | 2010년 11월 20일                                        | 뮌헨과프라이징대교구장                                                 |
| 발터 브란트 밀러                                   | 1929.01.05  | 독일                  | 산 지우리아노 데이 피아밍히                                          | 2010년 11월 20일부제급 2021년 5월3일 사제급승격         | 은퇴 (전 교황청 역사위원회 위원장)                                     |
| 마뉴엘 ,몬테이로 데 카스트로                       | 1938.03.29  | 포르투갈              | 산 도메니코 디 구즈만                                                | 2012년 2월 18일부제급 2022년 3월 4일사제급 승격         | 교황청 내사원장                                                        |
| 산토스,아브릴 이 카스텔로                          | 1935.09.21  | 스페인                | 산 폰지아노                                                          | 2012년 2월 18일부제급 2022년 3월 4일사제급 승격         | 교황청 궁무처차장, 산타마리아마조레대성당 수석사제                     |
| 안토니오 마리아,벨리오                             | 1938.02.03  | 이탈리아              | 산 케사레오 인 파라티오                                              | 2012년 2월 18일부제급 2022년 3월 4일사제급 승격         | 교황청 이주사목평의회의장                                              |
| 쥬세페 베르텔로                                    | 1942.10.01  | 이탈리아              | 쌍티 비토 모데스토 에 크레센지아                                     | 2012년 2월 18일부제급 2022년 3월 4일사제급 승격         | 바티칸 시국위원장 겸 총리                                              |
| 프란세스코 코코팔메리오                            | 1938.03.06  | 이탈리아              | 산 쥬세페 데이 파레그나미                                            | 2012년 2월 18일부제급 2022년 3월 4일사제급 승격         | 교황청 교회법 해석평의회의장                                           |
| 조앙 브라스 데 아비즈                              | 1947.04.24  | 브라질                | 쌍트 엘레나 퓨오리 포루타 프레네스티아                               | 2012년 2월 18일부제급 2022년 3월 4일사제급 승격         | 교황청 수도회성장관                                                    |
| 에드윈 프레데리크 ,오브라이언                      | 1939.04.08  | 미국                  | 산 세비스티아노 알 파라티노                                          | 2012년 2월 18일부제급 2022년 3월 4일사제급 승격         | 예루살롐 성묘기사단장                                                  |
| 도메니코 칼카뇨                                    | 1943.02.03  | 이탈리아              | 쌍트 아눈키아지오네 델라 비아타 베르지네 마리아 아 비아 아드레아티나 | 2012년 2월 18일부제급 2022년 3월 4일사제급 승격         | 교황청 사도좌세습재산관리처장                                          |
| 쥬세페 베르살디                                    | 1943.07.30  | 이탈리아              | 산 쿠오레 디 제수 아 카스트로 프레토리오                             | 2012년 2월 18일부제급 2022년 3월 4일사제급 승격         | 교황청 성좌재무심의처장                                                |
| 오르게 알렌췌리                                    | 1945,04,19  | 인도                  | 산 베르난도 알레 테르메                                              | 2012년 2월 18일                                         | 시로-마라바교회의 에르나쿨람-안가말리의 상급대주교                     |
| 마스크리스토퍼,콜린스                              | 1947,01,16  | 캐나다                | 산 파트리지오                                                        | 2012년 2월 18일                                         | 은퇴 전토론토대교구장                                                  |
| 도미니크,두카                                      | 1943.04.26  | 체코                  | 쌍티 마르셀리노 에 피에트로                                          | 2012년 2월 18일                                         | 은퇴 전프라하대교구장                                                  |
| 윌렘 자코부스 에이즈크                             | 1953.06.22  | 네덜란드              | 산 칼리스토                                                          | 2012년 2월 18일                                         | 우트레트대교구장                                                       |
| 쥬세핀,베토리                                      | 1947,02,25  | 이탈리아              | 산 마르셀로                                                          | 2012년 2월 18일                                         | 은퇴 전피렌체대교구장                                                  |
| 티모시 미카엘,돌란                                 | 1950.02.06  | 미국                  | 노스트라 시그노라 디 과다루페 아 몬테 마리오                         | 2012년 2월 18일                                         | 뉴욕대교구장                                                           |
| 라이네르 마리아 울레키                             | 1956.08.18  | 독일                  | 산 죠반니 마리아 비안네이                                            | 2012년 2월 18일                                         | 전 베를린대교구장 현 쾰른대교구장                                      |
| 존 통혼(湯漢)                                      | 1939.07.31  | 홍콩                  | 레지나 아포스톨로눔                                                  | 2012년 2월 18일                                         | 은퇴 전홍콩교구장                                                      |
| 루키안,무레산                                      | 1931.05.23  | 루마니아              | 쌍트 아타나시오                                                      | 2012년 2월 18일                                         | 루마니아교회의 파가라스 시 알바 이우리아의 상급대주교                  |
| 제임스 마이클 하비                                 | 1949,10,20  | 미국                  | 산 피오 브 아 빌라 카르페그나                                        | 2012년 11월 24일부제급 2024년7월 1일사제급승격          | 산 파올로 푸오리 레 무라 대성당 수석사제                               |
| 바셀리오스 클레미스 토툰칼                         | 1959,06,15  | 인도                  | 산그레고리오 7                                                       | 2012년 11월 24일                                        | 시로말란카라전례 트리반드럼 상급대주교                                 |
| 존 올로룬페미 오나이예칸                           | 1944,01,29  | 나이지리아            | 산사트르리노                                                         | 2012년 11월 24일                                        | 은퇴 전아부자대교구장                                                  |
| 루벤 살라사르 고메스                               | 1942,09,22  | 콜롬비아              | 산 제라르도 마이엘라                                                 | 2012년 11월 24일                                        | 보고타대교구장                                                         |
| 로렌초 발디세리                                    | 1940,09,29  | 이탈리아              | 산 안셀모 알라벤티노                                                 | 2014년2월 22일부제급 2024년 7월 1일사제급 승격          | 교황청 주교대의원회의 사무총장                                         |
| 게르하르트 루트비히 뮐러                           | 1947,12,31  | 독일                  | 산 아그네스 인 아고네                                                | 2014년2월 22일부제급 2024년 7월 1일사제급 승격          | 은퇴 (전 교황청 신앙교리성 장관)                                       |
| 베니아미노 스텔라                                  | 1941,08,18  | 이탈리아              | 쌍띠 고스마에 다미아노                                               | 2014년2월 22일부제급 2024년 7월 1일사제급 승격          | 교황청 성직자성 장관                                                   |
| 빈센트 니콜스                                      | 1945,11,18  | 영국                  | 쌍띠 레텐토레 에 산 알폰소 인 비아 메루라나                          | 2014년 2월 22일                                         | 웨스트민스터 대교구장                                                  |
| 레오포드 호세 브레네스 솔로르사노                  | 1949,03,07  | 니카라과              | 산조아치노 아이프라티 디 카스텔로                                    | 2014년 2월 22일                                         | 마나구아대교구장                                                       |
| 제라르 시프리엥 라쿠르아                           | 1957,07,27  | 캐나다                | 산 쥬세페 알 아우렐리오                                              | 2014년 2월 22일                                         | 퀘벡대교구장                                                           |
| 장 피에르 쿠트와                                   | 1945,12,22  | 코트디부아르          | 산 에메렌지아나 아 토르 피에렌자                                     | 2014년 2월 22일                                         | 아비장대교구장                                                         |
| 오라니 쥬앙 템페스타                               | 1950,06,23  | 브라질                | 산 마리아 마드레 델라 프로비덴자 아 몬테 베르데                      | 2014년 2월 22일                                         | 리오데자네이로대교구장                                                 |
| 괄티에로 바세티                                    | 1942,04,07  | 이탈리아              | 산 체칠리아                                                          | 2014년2월 22일                                          | 은퇴 전 페루지아-치타델라피에베대교구장                                |
| 마리오 아우렐리아 폴리                             | 1947,11,29  | 아르헨티나            | 산 로베르티노 베라르피노                                             | 2014년2월 22일                                          | 은퇴 전부에노스아이레스대교구장                                        |
| 염수정 안드레아                                    | 1943.12.05  | 대한민국              | 산 크리소고노                                                        | 2014년 2월 22일                                         | 은퇴 전서울대교구장, 평양교구장 서리                                   |
| 리카르도 에자티 안드렐로                           | 1942,01,07  | 칠레                  | 쌍티 레덴토레 아 발메라이나                                          | 2014년 2월 22일                                         | 은퇴 전산티아고대교구장                                                |
| 필리페 니켈렌투바 우에드라오고                     | 1945,01,25  | 부르키나파소          | 산 마리아 콘솔라트리체 알브르티노                                    | 2014년 2월 22일                                         | 은퇴 전와가두구대교구장                                                |
| 올란도 벨트란 퀘베도                               | 1939,03,11  | 필리핀                | 산마리아 레지나 문디 아 토레 스파카타                                | 2014년 2월 22일                                         | 은퇴 전 코타바토대교구장                                               |
| 치블리 랑글루아                                    | 1959,11,29  | 아이티                | 산 지아코모 인 아우구스타                                            | 2014년 2월 22일                                         | 레카이교구장                                                           |
| 케빈 에드워드 펠릭스                               | 1933,02,15  | 세인트루시아          | 산 마리아 델라 살루테 아 프리마발레                                  | 2014년 2월 22일                                         | 은퇴 전카스트리스대교구장                                              |
| 마누엘 호세 마카리오 나시멘토 클레멘트             | 1948,07,16  | 포르투갈              | 상트 안토니오 인 캄푸 마르지오                                       | 2015년2월 14일                                          | 은퇴 전리스본 총대주교                                                 |
| 베르하네예스 드미류 수리피엘                       | 1948,07,14  | 에티오피아            | 산 로마노 마르티에                                                   | 2015년2월 14일                                          | 동방가톨릭 에티오피아전례 아디스아바바 대교구장                        |
| 존 앗첼리 듀                                       | 1948,05,05  | 뉴질랜드              | 상뜨 이뽈리또                                                        | 2015년2월 14일                                          | 은퇴 전웰링톤대교구장                                                  |
| 에두아르도 메니첼리                                | 1939,10,14  | 이탈리아              | 쌍띠 쿠오리 디 예수 에 마리아 아토르 피오렌자                        | 2015년2월 14일                                          | 은퇴 전 앙코나-오시모 대교구장                                         |
| 피에르 느구엔 반 혼                                | 1938,04,01  | 베트남                | 산 토마소 아포스톨로                                                 | 2015년2월 14일                                          | 은퇴 전 하노이 대교구장                                                |
| 알베르토 수아레즈 인다                             | 1939,01,30  | 멕시코                | 산 폴리카르포                                                        | 2015년2월 14일                                          | 은퇴 전 모렐리아 대교구장                                              |
| 샤를 마응 보                                       | 1948,10,29  | 미얀마                | 상트 이레네오 아 센토첼레                                            | 2015년2월 14일                                          | 양곤 대교구장                                                          |
| 프란치스코 하비에르 크리엥삭 코비타바니즈          | 1949,06,27  | 태국                  | 산타마리아 아도로라타                                                | 2015년2월 14일                                          | 방콕 대교구장                                                          |
| 프란체스코 몬테네그로                              | 1946,05,22  | 이탈리아              | 쌍띠 안드레이 에 그레고리오 알 첼리오                                | 2015년2월 14일                                          | 은퇴 전 아그라젠토 대교구장                                            |
| 다니엘 페르난도 스툴라 베르후엣                    | 1959,07,04  | 우루과이              | 산타 갈라                                                            | 2014년2월 14일                                          | 몬테비데오 대교구장                                                    |
| 리카르도 블라즈케즈 페러즈                         | 1942,04,13  | 스페인                | 산타마리아 인 발리첼라                                               | 2015년2월 14일                                          | 은퇴 전 발라톨리드 대교구장                                            |
| 호세 루이스 라쿤자 마에스트로주앙                  | 1944,02,24  | 파나마                | 산 쥬세페 다 코페르티노                                              | 2015년2월 14일                                          | 은퇴 전 다비드 교구장                                                  |
| 아린도 곰스 푸르타도                               | 1949,11,15  | 카보베르데            | 산 티모테오                                                          | 2015년2월 14일                                          | 산티아고 교구장                                                        |
| 소네 파티타 피아니 마피                            | 1961.12.19  | 통가                  | 산 파올라 로마나                                                     | 2015년2월 14일                                          | 통가 교구장                                                            |
| 루이스 헥토를 빌라바                               | 1934,10,11  | 아르헨티나            | 산 지로라모 아 코르비아레                                            | 2015년2월 14일                                          | 은퇴 (전 투쿠만 대교구장)                                              |
| 율리오 달트 랑아                                   | 1927,10,27  | 모잠비크              | 산 가브리엘레 델 아도로라타                                          | 2015년2월 14일                                          | 은퇴 (전 자이자이 교구장)                                              |
| 듀도네 자파라잉가                                  | 1945,01,12  | 중앙아프리카 공화국   | 산트 안드레이 델라 발레                                              | 2016년11월 19일                                         | 방기 대교구장                                                          |
| 카를로스 오소로 시에라                             | 1945,05,16  | 스페인                | 산타 마리아 인 타라스테베레                                          | 2016년11월 19일                                         | 은퇴 전마드리드 대교구장                                               |
| 세르지오 다 로차                                   | 1959,10,21  | 브라질                | 산타 코로체 인 비아 플라미니아                                       | 2016년11월 19일                                         | 브라실리아 대교구장                                                    |
| 블라세 조세프 쿠핏                                 | 1949,03,19  | 미국                  | 산바르톨로메오 알 솔라                                               | 2016년11월 19일                                         | 시카고 대교구장                                                        |
| 패트릭 드로자리오                                  | 1943,10,01  | 방글라데시            | 노스트라 시그노라 델 쌍띠 사크라멘토 에 쌍띠 마르티리 칸나데시       | 2016년11월 19일                                         | 은퇴 전 대카 대교구장                                                  |
| 발타잘 엔리궤 로라스 카르도조                      | 1944,10,10  | 베네수엘라            | 쌍띠 조반니 에반젤리스타 에 페트로니오                               | 2016년11월 19일                                         | 카라카스 대교구장                                                      |
| 조제프 데 케셀                                     | 1947,06,17  | 벨기에                | 쌍띠 조반니에 파올로                                                 | 2016년11월 19일                                         | 은퇴 전 메헬렌-브르셀 대교구장                                         |
| 마우리체 피아트                                    | 1941,07,19  | 모리셔스              | 산타 테레사 알 코르소 드탈리아                                       | 2016년11월 19일                                         | 은퇴 전 포트루이스 교구장                                              |
| 카를로스 아기아 레테스                             | 1950,01,09  | 멕시코                | 쌍띠 파비아노 에 베란지오 아 빌라 피오렐리                           | 2016년11월 19일                                         | 트랄네판트라 대교구장                                                  |
| 존 리바트                                          | 1957,02,09  | 파푸아뉴기니          | 산 죠반니 밥티스타 데 로시                                           | 2016년11월 19일                                         | 포트 모레스비 대교구장                                                 |
| 조셉 윌리암 토빈                                   | 1952,05,03  | 미국                  | 산타 마리아 델라 그라지에 아 비아 트리온팔레                         | 2016년11월 19일                                         | 뉴와크 대교구장                                                        |
| 세바스티안 코토 코아라이                           | 1929,11,19  | 레소토                | 산 레오나르도 데 포르토 마루리지오                                   | 2016년11월 19일                                         | 은퇴 전 마할레 훅 교구장                                               |
| 진 제르보                                          | 1943,12,27  | 말리                  | 산트 안토니오 다 파도바 인 비아 투수콜라나                           | 2017년6월 28일                                          | 바마코 대교구장                                                        |
| 후안 호세 오멜라 오멜라                            | 1946.04.21  | 스페인                | 산타 코로체 인 게루살레메                                            | 2017년6월 28일                                          | 바르셀로나 대교구장                                                    |
| 안더스 아르보렐리우스                              | 1949,09,24  | 스위스                | 산타 마리아 데글리 안젤리                                            | 2017년6월 28일                                          | 스웨덴 스톡홀름 교구장                                                 |
| 루이스 마리에 링 망카네쿤                          | 1944,04,08  | 라오스                | 산 실로스트로 인 카피테                                              | 2017년6월 28일                                          | 비엔티얀대목구장서리,파케대목구장 프로콘슬라리의 아캐노배의 명의주교   |
| 그레고리오 로사 차베즈                             | 1942,09,03  | 엘살바도르            | 쌍띠시모 사크라멘토 아 토르 데 쉬아비                                | 2017년6월 28일                                          | 은퇴 전 산살바도르의 보좌주교 물리의 명의주교                          |
| 안젤로 데 도나트리스                               | 1954.01.04  | 이탈리아              | 산타 마르코                                                          | 2018년 6월 28일                                         | 로마교구 총대리 라떼라노대성당수석사제                                 |
| 조셉 카우츠                                        | 1945.07.21  | 파키스탄              | 산 보나벤뚜라 다 박노레지오                                          | 2018년 6월 28일                                         | 은퇴 전 카라치대교구장                                                 |
| 안토니오 오구스토 도스 산토스 마르토               | 1947.05.05  | 포르투갈              | 산타 마리아 스포라 미네르바                                          | 2018년 6월 28일                                         | 은퇴 전 레이리아-파티마교구장                                          |
| 페드로 리카르도 바레도 지메노                      | 1944.01.12  | 페루                  | 쌍띠 피에트로 에파올라 아 비아 오스티엔세                            | 2018년 6월 28일                                         | 은퇴 전 후안카요대교구장                                               |
| 데지레 차라하자나                                  | 1954.06.13  | 마다가스카르          | 산 그레고리오 바르바리오 알레 투레 폰타네                            | 2018년 6월 28일                                         | 토아마시나대교구장                                                     |
| 쥬세페 페트로치                                    | 1948.08.19  | 이탈리아              | 산 조반니 바티스타 데이 피오렌티니                                   | 2018년 6월 28일                                         | 이퀼라대교구장                                                         |
| 마에다 마니오 토마스                               | 1949.03.03  | 일본                  | 산타 푸덴지아나                                                      | 2018년 6월 28일                                         | 오사카대교구장                                                         |
| 토리비오 티코나 포코                               | 1937.04.25  | 볼리비아              | 쌍띠 지오아치노 에드 안나 알 투스콜라노                              | 2018년 6월 28일                                         | 코로코로 전성직자치구장주교                                            |
| 이냐시오 수하리오                                  | 1950.07,09  | 포르투갈              | 스프리토쌍토 알라 페르라텔라                                         | 2019년 10월 5일                                         | 자카르타 대교구장                                                      |
| 후안 데 라 카리다드 가르시아 로드리게스            | 1948,07,11  | 쿠바                  | 쌍띠 아귈라 프리스킬라                                               | 2019년 10월 5일                                         | 하바나 대교구장                                                        |
| 프리돌린 암봉고 베숭구                             | 1960.01.24  | 콩고 민주 공화국      | 산 가브리엘레 아르칸델로 알아쿠아 트라베르사                         | 2019년 10월 5일                                         | 킨샤사 대교구장                                                        |
| 장 클로드 홀로리치                                 | 1958,08,09  | 룩셈부르크            | 산 죠반니 크리소스토모                                               | 2019년 10월 5일                                         | 룩셈부르크 대교구장                                                    |
| 알바로 레오넬 라마시니 이메리                      | 1947,07,16  | 과테말라              | 신 죠반니 에반겔리스타 아 스피나케토                                 | 2019년 10월 5일                                         | 우에우테낭고 교구장                                                    |
| 마테오 마리아 쥬피                                 | 1951,10,11  | 이탈리아              | 산트 에디지오                                                        | 2019년 10월 5일                                         | 볼로나 대교구장                                                        |
| 크리스토벌 로페즈 로메로                           | 1952,05,19  | 스페인                | 산 레오넬 이                                                         | 2019년 10월 5일                                         | 모로코 라바트 대교구장                                                 |
| 시기타스 탐케비치우스                              | 1938,11,07  | 리투아니아            | 산트 안젤라 메리치                                                   | 2019년 10월 5일                                         | 은퇴(전 카우나스 대교구장)                                             |
| 에우제니오 달 코르소                               | 1939,05,16  | 이탈리아              | 산트 아나스타시아 알 팔라티모                                        | 2019년 10월 5일                                         | 은퇴(전 앙골라 벵겔라 교구장                                           |
| 안토이네 캄반다                                    | 1947,12,22  | 르완다                | 쌍띠 코스마 에 다미아노                                              | 2020년{{11월 28일]]                                     | 키카리 대교구장                                                        |
| 윌톤 다니엘 그레고리                               | 1942,12,07  | 미국                  | 산 시스토                                                            | 2020년 11월 28일                                        | 와싱턴 대교구장                                                        |
| 호세 푸에르테 아드빈쿨라                           | 1952,03,30  | 필리핀                | 산 비길리오                                                          | 2020년 11월 28일                                        | 카피즈 대교구장                                                        |
| 셀레스티노 아오스 브라코                           | 1945,04,06  | 칠레                  | 상티 네레오 에드 아칠레오                                            | 2020년 11월 28일                                        | 은퇴 전 산티아고 대교구장                                              |
| 아우구스토 파올로 로주디체                         | 1964,07,01  | 이탈리아              | 산타 마리아 델 브온 콘시글리오                                       | 2020년 11월 28일                                        | 몬탈치노 대교구장                                                      |
| 펠리페 아리즈멘디 에스쿠이벨                       | 1940,05,01  | 멕시코                | 산 루이지 마리아 그리그니온 데 몬트포트                              | 2020년 11월 28일                                        | 은퇴(전 카사스의 주교)                                                 |
| 진 마르크 노엘 아벨리네                            | 1958,12,26  | 프랑스                | 산타 마리아 알 몬티                                                  | 2022년8월 27일                                          | 마르셀 대교구장                                                        |
| 페터 에베레 오크팔렌케                             | 1963,03,01  | 나이지리아            | 쌍띠 미르띠 델 우간다 어 포지오 아메노                               | 2022년8월 27일                                          | 에쿨로비아 주교                                                        |
| 레오나르도 울리치 스테이너                         | 1950,11,06  | 브라질                | 산 레오나르도 다 포르토 마우리지오                                   | 2022년8월 27일                                          | 마나우스 대교구장                                                      |
| 필리페 네리 안토니오 세바스띠아 도 로사리오 페라오 | 1950,11,06  | 인도                  | 산타 마리아 인 비아                                                  | 2022년8월 27일                                          | 고아 와 다만 대교구장                                                  |
| 로버트 발터 맥클로이                               | 1954,02,04  | 미국                  | 산 프르멘지오 알 프라띠 피스칼리                                     | 2022년8월 27일                                          | 산디에고 교구장                                                        |
| 비르질리오 도 카르모 실바                          | 1967,11,27  | 동티모르              | 상트 알베르토 마그너                                                 | 2022년8월 27일                                          | 딜 대교구장                                                            |
| 오스카르 칸토니                                    | 1950,09,01  | 이탈리아              | 산타 마리아 레지나 파키스 아 몬테 베르데                             | 2022년8월 27일                                          | 코모 교구장                                                            |
| 안토니 플라                                        | 1961,11,15  | 인도                  | 쌍띠 프로토마르띠리 로마니                                           | 2022년8월 27일                                          | 하이더라바드 대교구장                                                  |
| 파울로 첸자르 코스타                               | 1967,07,20  | 브라질                | 쌍띠 보니파시오 에드 알레시오 알 아벤띠노                            | 2022년8월 27일                                          | 브라질리아시티 대교구장                                                |
| 윌리암 고우생채                                    | 1957,06,25  | 싱가포르              | 산타 마리아 레지나 파키스 아 오스띠아 리도                           | 2022년8월 27일                                          | 싱가포르 대교구장                                                      |
| 아달베르토 마르티네즈 프로레스                     | 1951,07,08  | 파라과이              | 산 죠반니 아 포르타 라티나                                           | 2022년8월 27일                                          | 아순숀 대교구장                                                        |
| 조르지오 마렝고                                    | 1974,06,07  | 이탈리아              | 산 유다 다데오 아포스톨로                                            | 2022년8월 27일                                          | 몽골리아 대목구장                                                      |
| 호르제 엔리케 지메네즈 카르바잘                    | 1942,03,29  | 콜롬비아              | 쌍띠 도로떼아                                                        | 2022년8월 27일                                          | 은퇴 전 카르타제나 대교구장                                            |
| 아리고 미질리오                                    | 1942,07,18  | 이탈리아              | 산 크레멘테                                                          | 2022년8월 27일                                          | 은퇴 전 카길리아리 대주교                                              |
| 피에르바티스타 피지빌라                            | 1965,04,21  | 이탈리아              | 산트 오노프리오                                                      | 2023년9월 30일                                          | 예루살롐 라틴 총대주교                                                 |
| 스티븐 브리슬린                                    | 1956,09,24  | 남아프리카 공화국     | 산타 마리아 도메니카 마자렐로                                        | 2023년9월30일                                           | 케이프타운 대교구장                                                    |
| 앙헬 식스토 로시                                   | 1958,08,11  | 아르헨티나            | 산타 베르나데테 사우비로우스                                         | 2023년9월30일                                           | 코르도바 대교구장                                                      |
| 루이스 호세 루에다 아파리치오                      | 1962,03,03  | 콜롬비아              | 산 루카 아 비아 프레네스티나                                         | 2023년9월30일                                           | 보고타 대교구장                                                        |
| 그제고시 니시                                      | 1964,02,09  | 폴란드                | 상띠 키릴로 에 메토디오                                              | 2023년9월30일                                           | 우치 대교구장                                                          |
| 스테핀 아메유 마틴 몰라                            | 1964,01,10  | 남수단                | 산타 젬마 갈가니                                                     | 2023년9월30일                                           | 주바 대교구장                                                          |
| 호세 코보 카노                                     | 1965,09,20  | 스페인                | 산타 마리아 인 몬세르라토 데글리 스파그놀리                          | 2023년9월30일                                           | 마드리드 대교구장                                                      |
| 프로타제 루감브와                                  | 1960,05,30  | 탄자니아              | 산타 마리아 인 몬테산토                                              | 2023년9월30일                                           | 타보라대교구장                                                         |
| 세바스티안 프란시스(施恩天)                        | 1951,11,11  | 말레이시아            | 산타 마리아 카우사 노스트래 래티티애                                 | 2023년9월30일                                           | 페낭 교구장                                                            |
| 초우사오안 스테파노(周守仁)                        | 1959,08,07  | 홍콩                  | 산 죠반니 바티스타 데 라 살레                                        | 2023년9월30일                                           | 홍콩 교구장                                                            |
| 프랑소아 자비에르 뷔스틸로                         | 1968,11,28  | 프랑스                | 산타 마리아 이마콜라타 디 로우데스 아 보케아                         | 2023년 9월30일                                          | 아작시오 교구장                                                        |
| 아메리쿠 마누에우 아우비스 아귀아르                | 1973,12,12  | 포르투갈              | 산트 안토니오 다 파도바 인 비아 메루라나                             | 2023년 9월30일                                          | 세투발 교구장                                                          |
| 디에고 라파엘 파드론 산체스                        | 1939,05,17  | 베네수엘라            | 산 가에타노                                                          | 2023년 9월30일                                          | 은퇴 (전 쿠마나 대교구장)                                              |
| 구스타보 카스티요 마타소글리오                     | 1950,02,28  | 페루                  | 산타 마리아 델레 그라지애 아 카살 보코네                             | 2024년12월 7일                                          | 리마 대교구장                                                          |
| 빈센테 보칼릭 이글릭                               | 1951,06,11  | 아르헨티나            | 산타 마리아 마달레나 인 캄포 마르지오                                | 2024년12월 7일                                          | 에스테로의 산티아고 대교구장                                           |
| 루이스 제라르도 카브레라 헤레라                    | 1955,10,11  | 에콰도르              | 산타 페미글리아 디 나자렛스 아 센터셀레                              | 2024년12월 7일                                          | 구아야킬 대교구장                                                      |
| 페르난도 나탈리오 초말리 가리브                    | 1957,05,10  | 칠레                  | 산 마우로 아바테                                                     | 2024년12월 7일                                          | 산티아고 대교구장                                                      |
| 타르치시오 이사오 키쿠치                           | 1958,11,01  | 일본                  | 산 조반니 레오나르도                                                 | 2024년12월 7일                                          | 도쿄 대교구장                                                          |
| 파블로 비르질리오 시옹코 다비드                    | 1959.03.02  | 필리핀                | 트라스피그라지오네 디 노스뜨로 시그노레 예수 크리스토                | 2024년12월 7일                                          | 칼루칸 교구장                                                          |
| 라디슬라브 네메트                                  | 1956,09,07  | 유고슬라비아          | 산타 마리아 스텔라 마리스                                            | 2024년12월 7일                                          | 베오그라드 대교구장                                                    |
| 제이미 스펭글러                                    | 1960.09.06. | 브라질                | 산그레고리오 마그노 알라 마글리아나 누오바                           | 2024년12월 7일                                          | 포르토 알레그레 대교구장                                               |
| 이그나스 베시 독보                                 | 1961,08,17  | 코트디부아르          | 상띠 마리오 에 콤파그니 마르티니                                     | 2024년12월 7일                                          | 아비장 대교구장                                                        |
| 장 폴 베스코                                       | 1962,03,10  | 알제리                | 산 쿠오레 디 예수 아고니지안테 아 비티니아                           | 2024년12월 7일                                          | 알제이-울리아 대교구장                                                 |
| 도미니크 조셉 마티유                               | 1963,06,13  | 이란                  | 산타 조반나 안티나 투레트                                            | 2024년12월 7일                                          | 테헤란-이스파한 대교구장                                               |
| 로베르토 레폴                                      | 1967,01,29  | 이탈리아              | 예수 다빈 마이스트로 알라 피네타 사체티                              | 2024년12월 7일                                          | 토리노 대교구장                                                        |
| 발다사레 레이나                                    | 1970,11,26  | 이탈리아              | 산 그레고리오 마그노알라 마글리아나 누오바                           | 2024년12월 7일                                          | 로마시총대리 겸 라테란대성당 수석사제                                  |
| 프란시스 레오                                      | 1971,06,30  | 캐나다                | 산타 마리아 델라 살루떼 이 프리마발레                                | 2024년12월 7일                                          | 토론토 대교구장                                                        |
| 미콜라 바이촉                                      | 1980,02,13  | 오스트레일리아        | 산타 소피아 비아 보체아                                              | 2024년12월 7일                                          | 우크라이나 전례의 성베드로 와바오로의 멜보룬 교구장                    |
| 도메니코 바탈리아                                  | 1963,01,20  | 이탈리아              | 산 마르코 인 아그로 라우렌티노                                       | 2024년12월 7일                                          | 나폴리 대교구장                                                        |

## 부제급 추기경
부제급 추기경은 로마 주교(교황) 부제 업무에 종사하는자란 뚯으로 로마교구에 소재하는 본당의 부제 명의를 받는다. 교황청에 근무하는고위성직자(교황부제업무임)나 사제품에서 추기경에 임명되면 부제급을 받는다 1962년 이후 모든 추기경은 주교로 서품을 받은 자이어야 하지만, 부제급 추기경으로 임명되는 사제 중 나이가 많은 사제는 주교 서품을 면제받아서 사제품을 보유한 추기경이 있다.
| 이름                               | 생년월일   | 국적       | 명의부제관                                                     | 임명일           | 직위                                               |
| ---------------------------------- | ---------- | ---------- | -------------------------------------------------------------- | ---------------- | -------------------------------------------------- |
| 도미니크 맘베르티                  | 1952.03.07 | 프랑스     | 상또 스피리또 인 사시아                                        | 2015년2월 14일   | 교황청 대심원장 부제급추기경수석                   |
| 루이지 더 마지스트리스             | 1926,02,23 | 이탈리아   | 쌍띠 노미 디 예수 에 마리아 인 비아 라따                       | 2015년2월 14일   | 전 교황청 내사원장                                 |
| 마리오 제나리                      | 1946,01,05 | 이탈리아   | 산 마리아 델레 그라지아 알레 포르나치 퓨오리 포르타 카발레게리 | 2016년 11월 19일 | 현 시리아주재 교황대사                             |
| 케빈 조세프 파렐                   | 1947,09,02 | 아일랜드   | 산 쥴리아노 마르티레                                           | 2016년 11월 19일 | 교황청 평신도 가정 생명부 담당                     |
| 어르네스트 시모니                  | 1928,12,18 | 알바니아   | 산 마리아 델라 스칼라                                          | 2016년 11월 19일 | 은퇴(평사제)                                       |
| 루이스 프란치스코 라다리아 페레르  | 1944.04.19 | 스페인     | 쌍트 이그냐지오 디 료올라 아 캄포 마르지오                     | 2016년 6월 28일  | 교황청 신앙교리성장관                              |
| 죠반니 안젤로 베치우               | 1948.06.02 | 이탈리아   | 산 리노                                                        | 2018년 6월 28일  | 교황청 시복시성성장관                              |
| 콘라드 크라제위스키                | 1948.06.02 | 폴란드     | 산타 마리아 임마콜라타 올 에스퀼리노                           | 2018년 6월 28일  | 교황청 전례주관원장                                |
| 아퀼리노 보코스 메리노             | 1938.05.17 | 스페인     | 산타 루치아 델 콘팔로네                                        | 2018년 6월 28일  | 글라라수도회 수도신부(서임전 명의대주교 서품됨)    |
| 미구엘 앙엘 아유소 기소            | 1952,06,17 | 스페인     | 산 지오로라모 델라 카리아                                      | 2019년 10월 5일  | 교황청 종교간대화 평의회의장                       |
| 호세 톨렌티노 칼라사 데 메돈사     | 1952,12,15 | 포르투갈   | 쌍티 도메니코 에 시토                                          | 2019년 10월 5일  | 바티칸 도서관장                                    |
| 마이클 체르니                      | 1946,07,18 | 체코       | 산 미첼레 아르칸델로                                           | 2019년 10월 5일  | 교황청 온전한 인간 발전 촉진부서 이주사목국 차관보 |
| 마이클 루이스 피츠제랄드           | 1937,08,17 | 영국       | 산타 마리아인 포르티코                                         | 2019년 10월 5일  | 은퇴 (전 종교간 대화 평의회의장)                   |
| 마리오 그레츠                      | 1957,02,20 | 몰타       | 상디 고스마 에 다미아노                                        | 2020년 11월 28일 | 교황청 주교시노드 의장                             |
| 마르첼로 세메라로                  | 1947,12,22 | 이탈리아   | 산 마리아 돔니카                                               | 2020년 11월 28일 | 교황청 시복시성성장관                              |
| 마우로 캄베티                      | 1965,10,27 | 이탈리아   | 상티 노메 디 마리아 알 포로 트라이아노                         | 2020년 11월 28일 | 사제에서 임명됨(주교품뒤에 받음)                   |
| 실바노 마리아 토마시               | 1940,10,12 | 이탈리아   | 산 니콜라 인 카르케레                                          | 2020년 11월 28일 | 몰타기사단장                                       |
| 라니에로 칸탈라메사                | 1943.07.22 | 이탈리아   | 산 아폴리나레 알레 테르메 네로니아네 알렉산드리네              | 2020년 11월 28일 | 사제에서 임명됨                                    |
| 엔리코 페로키                      | 1940,08,27 | 이탈리아   | 산타 마리아 델 디비노 아모레 카스텔 디 레바                    | 2020년 11월 28일 | 사제에서 임명됨(임명후 주교품 받음)                |
| 아더 로체                          | 1950,03,06 | 영국       | 산 사바                                                        | 2022년8월 27일   | 교황청 경신성사성장관                              |
| 유흥식 라자로                      | 1951,11,17 | 대한민국   | 예수 부온 파스토레 알라 몬타그놀라                             | 2022년8월 27일   | 교황청 성직자성장관                                |
| 페르난도 베르게즈 알자가           | 1945,03,01 | 스페인     | 산타 마리아 델라 마르케데 와 상트 아드라이노 빌라 알바니       | 2022년8월 27일   | 바티칸 시 정부담당                                 |
| 지안프란코 지란다                  | 1942,05,05 | 이탈리아   | 상띠시모 로메 디 예수                                          | 2022년8월 27일   | 기독군수회 근무 고령으로 주교품 안받음             |
| 포투나토 프레자                    | 1942,06,02 | 이탈리아   | 산타 마리아 인바이 라타                                        | 2022년8월 27일   | 전 주교시노드 부관리자 추기경 서임전 주교품 받음   |
| 클라우디오 구제로티                | 1955,10,07 | 이탈리아   | 산트 암브로지오 델라 마시마                                    | 2023년 9월 30일  | 교황청 동방교회성 장관                             |
| 빅토르 마누엘 페르난데스           | 1962,07,18 | 아르헨티나 | 상띠 우르바노 에 로렌조 아 프리마 포르타                       | 2023년 9월 30일  | 교황청 신앙교리성 장관                             |
| 에밀 폴 체릭                       | 1947,02,03 | 스위스     | 산 주세페 인 비아 트리온팔레                                   | 2023년 9월 30일  | 이탈리아,산마리노 주재 교황대사                    |
| 크리스토프 루이 이브 조르즈 피에르 | 1943,01,30 | 프랑스     | 산 베네데토 푸오리 포르타 산 파올로                            | 2023년 9월 30일  | 미국 주재 교황대사                                 |
| 앙헬 페르난데즈 아르티메           | 1960,08,21 | 스페인     | 산타 마리아 아우실라트리체 비아 투스콜라나                     | 2023년 9월 30일  | 살레시오수도회총장 (사제품추기경)                  |
| 아고스티노 마르케토                | 1940,08,28 | 이탈리아   | 산타 마리아 고레티                                             | 2023년 9월 30일  | 전 교황청 이주사목평의회의장                       |
| 안젤로 아세르비                    | 1925,09,23 | 이탈리아   | 상띠 안젤리 쿠스토디 아 시따 지아르디노                        | 2024년12월 7일   | 로도스와 몰타의 성요한 기사단 병원장               |
| 롤란다스 마크리카스                | 1971,01,31 | 리투아니아 | 산 에스타치오                                                  | 2024년12월 7일   | 성모설지전대성당 부사제                            |
| 티모시 피터 조셉 래드클리프        | 1945,08,22 | 영국       | 쌍띠 노미 디 예수 에 마이아 인 비아 라타                       | 2024년12월 7일   | 도미니칸수도회 전 마스터                           |
| 파비오 바기오                      | 1965,01,15 | 이탈리아   | 산 필리포 네리 인 에로시아                                     | 2024년12월 7일   | 인류개발 촉진부 차관                               |
| 조지 제이콥 쿠바카드               | 1973,08,11 | 인도       | 산 안토니오 디 파도바 아 시르콘발라지오네 아피아               | 2024년12월 7일   | 시로-말란바르 소속                                 |

## 같이 보기
- 티툴루스